# Tuscania
Tuscania är en ort och kommun i provinsen Viterbo i regionen Lazio i Italien. Kommunen hade 8 364 invånare (2018).